# Hyetussa andalgalaensis
Hyetussa andalgalaensis là một loài nhện trong họ Salticidae.
Loài này thuộc chi Hyetussa. Hyetussa andalgalaensis được María Elena Galiano miêu tả năm 1976.